# Рубио, Хосе Мария
Хосе Мария Рубио Перальта (исп. Józe María Rubio Peralta SJ, 22 июля 1864[…], Далиас, Андалусия — 2 мая 1929[…], Аранхуэс, Мадрид) — святой Римско-католической церкви, священник, монах из ордена иезуитов, исповедник.

## Биография
Родился в многодетной семье. После теологического обучения в 1897 году получил докторат по каноническому праву в Толедо. В 1887 году был рукоположён в сан священника. Служил викарием в городах Чинчон, Эстремера, исполняя обязанности капеллана монахинь в Мадриде и преподавая теологию в местной семинарии.
В 1906 году вступил в орден иезуитов и стал заниматься пастырской деятельностью среди беднейших жителей Мадрида.

## Прославление
6 октября 1985 года римский папа Иоанн Павел II причислил Хосе Марию Рубио Перальта к лику блаженных, 4 мая 2003 года он был причислен к лику святых.
День памяти в Католической церкви — 2 мая.

## Источник
- RUIZ del REY, T.: Vital del P. Rubio S.J., Apóstol de Madrid, Madrid, 1957.
- LAMET, Pedro : De Madrid al Cielo. Biografía del Beato José M. Rubio S.I. (1864—1929), Santander, 1985.